# ماريو سارا
ماريو سارا (بالألمانية: Mario Sara)‏ (21 ديسمبر 1982 بفيينا في النمسا - ) هو لاعب كرة قدم نمساوي في مركز الوسط. لعب مع أوستريا فيينا وأوسكو باشينغ ورابيد فيينا ونادي تيرول إنسبروك ونادي رايندورف آلتاخ ونادي فادوتس ونادي واكر إنسبروك وSC Ritzing ‏ ونادي تيرول وFC Lustenau 07 ‏ وSK Austria Kärnten ‏.

## وصلات خارجية
- ماريو سارا على موقع قاعدة بيانات كرة القدم.إي يو (الإنجليزية)
- ماريو سارا على موقع عالم كرة القدم.نت (الإنجليزية)